# Richard B. Fitzgibbon Jr.
Trung sĩ Kỹ thuật Richard Bernard Fitzgibbon Jr., USAF (ngày 21 tháng 6 năm 1920 – ngày 8 tháng 6 năm 1956) là người Mỹ đầu tiên thiệt mạng trong chiến tranh Việt Nam. Ông bị một viên phi công Mỹ khác sát hại vào ngày 8 tháng 6 năm 1956. Nhờ nỗ lực của chị gái ông là  Alice Fitzgibbon Rose DelRossi, nguyên nữ tuyển cử viên của Thị trấn Stoneham, Massachusetts, tên của Fitzgibbon mới được thêm vào Đài tưởng niệm Chiến tranh Việt Nam nhân Ngày Tưởng niệm vào tháng 5 năm 1999.
Tiếp nối sự nghiệp của cha mình, Richard B. Fitzgibbon III gia nhập lực lượng Thủy quân lục chiến Hoa Kỳ và cũng sang Việt Nam tham chiến để rồi tử trận nơi đây vào tháng 9 năm 1965. Cái chết của cha con nhà Fitzgibbons là trường hợp đầu tiên trong tổng số ba trường hợp duy nhất mà cả hai cha con đều bị giết trong chiến tranh Việt Nam.

## Tiểu sử
Richard B. Fitzgibbon Jr. sinh ngày 21 tháng 6 năm 1920 tại Stoneham, Massachusetts.  Fitzgibbon vốn là cựu chiến binh Hải quân Mỹ từng trải qua Thế chiến thứ hai. Sau khi rời Hải quân, ông bèn gia nhập Không quân Mỹ, thăng dần qua các cấp bậc lên tới Trung sĩ Kỹ thuật. Fitzgibbon còn là thành viên thuộc Đoàn Cố vấn Viện trợ Quân sự (MAAG) (Phân đội 1, Phi đoàn Sứ mệnh Nước ngoài 1173), tham gia vào việc huấn luyện quân nhân của Quân đội Việt Nam Cộng hòa.
Fitzgibbon không bị giết trên chiến trường, mà bị một đồng nghiệp người Mỹ khác là Trung sĩ Tham mưu Edward C. Clarke sát hại tại Sài Gòn. Vào ngày bị bắn, Fitzgibbon đã khiển trách Clarke vì một sự cố trên chuyến bay ngày hôm đó. Khi Clarke không đi làm, anh bắt đầu uống rất nhiều rượu tại một câu lạc bộ trong khu căn cứ. Lúc rời khỏi câu lạc bộ, anh ta nhìn thấy Fitzgibbon ở bên kia đường đang chơi đùa và cho vài đứa địa phương kẹo. Clarke lập tức rút súng ngắn và bắn Fitzgibbon nhiều lần. Clarke chạy trốn khỏi hiện trường vụ và liên tục nổ súng vào nhóm cảnh sát đang lùng bắt mình. Trong quá trình truy đuổi, Clarke nhảy từ ban công tầng hai xuống đất khiến anh ta tử vong tại chỗ. Fitzgibbon chết vì vết thương trở nặng vào ngày 8 tháng 6 năm 1956.

## Công nhận
Trong suốt 43 năm, chính phủ Mỹ từng coi cái chết của Fitzgibbon là quá sớm để được xếp vào loại quân nhân thiệt mạng trong chiến tranh Việt Nam. Ban giám đốc Bộ Quốc phòng (DoD) quản lý Đài tưởng niệm Cựu chiến binh Việt Nam ban đầu khởi tạo cơ sở dữ liệu này vào ngày 1 tháng 1 năm 1961. Đây là do Tổng thống Lyndon B. Johnson từng tuyên bố trong bài diễn văn rằng kỹ thuật viên Cơ quan An ninh Quân đội Hạ sĩ nghiệp vụ James T. Davis đã thiệt mạng trong trận phục kích của Việt Cộng gần làng Cầu Xáng vào ngày 22 tháng 12 năm 1961, mới là "người Mỹ đầu tiên bị giết trong cuộc kháng chiến chống cộng sản xâm lược ở Việt Nam". 
Gia đình của Fitzgibbon đã ra sức vận động hành lang nhằm thay đổi ngày khởi công và nỗ lực của họ được Dân biểu Hoa Kỳ Ed Markey (D, Khu vực bầu cử số 7, MA) vùng Malden, Massachusetts hưởng ứng.  Sau khi DoD xem xét ở cấp cao, ngày khởi công Đài tưởng niệm Cựu chiến binh Việt Nam được đổi thành ngày 1 tháng 11 năm 1955, ngày thành lập Đoàn Cố vấn Viện trợ Quân sự Việt Nam (MAAG).  Với ngày mới này, Fitzgibbon trở thành người đầu tiên được ghi tên vào đài tưởng niệm xếp theo thứ tự thời gian, trước cả tên của Harry Griffith Cramer Jr., Dale R. Buis và Chester M. Ovnand.  Tên của Fitzgibbon đã được thêm vào Bức tường Tưởng niệm Việt Nam ngày 31 tháng 5 năm 1999, và người dẫn chương trình Today Show là Katie Couric đã tới phỏng vấn các thành viên trong gia đình của Fitzgibbon nhân dịp này.
DoD trước đó đã dời ngày bắt đầu chiến tranh Việt Nam bao gồm cái chết của Đại úy Cramer trong vụ tai nạn huấn luyện biệt kích tại Nha Trang vào ngày 21 tháng 10 năm 1957. Tên của ông đã được thêm vào "Bức tường Tưởng niệm" năm 1983, sau những nỗ lực thành công của con trai ông là Trung tá Harry G. Cramer III thuộc Quân Dự bị Lục quân Mỹ, khi đó là sĩ quan lục quân tại ngũ, để DoD thừa nhận cái chết của cha mình, cũng như sự hiện diện của lực lượng MAAG tại Việt Nam nhiều năm trước ngày được chính thức công nhận là năm 1961. Trung tá Cramer đề nghị rằng tên của cha ông chỉ cần được thêm vào viên đá trung tâm (1E) tuy không xếp theo trình tự, nhưng nó vẫn được liệt kê rõ ràng trong cuốn sách ghi niên đại tại "Bức tường Tưởng niệm" là năm 1957 chứ không phải năm 1959. Quân đội Mỹ đã tiến hành buổi lễ chính thức vào tháng 10 năm 2007 tại Học viện Quân sự Hoa Kỳ ở West Point là nơi mà Đại úy Cramer tốt nghiệp, nhằm đánh dấu kỷ niệm 50 năm ngày quân nhân Mỹ đầu tiên thiệt mạng tại Việt Nam.
Mặc dù theo đúng trình tự thời gian, Fitzgibbon là nạn nhân đầu tiên trên Bức tường Tưởng niệm Cựu chiến binh Việt Nam, ông không phải là người Mỹ đầu tiên thiệt mạng tại Việt Nam. Đúng ra phải là Trung tá Albert Peter Dewey bị bắn nhầm và thiệt mạng trong một trận phục kích của quân Việt Minh vào ngày 26 tháng 9 năm 1945 trong những ngày đầu sau khi kết thúc Thế chiến thứ hai.

## Gia đình
Một trong những người con trai của Fitzgibbon, Chuẩn hạ sĩ Thủy quân lục chiến Richard B. Fitzgibbon III (11 tháng 3 năm 1944 – 7 tháng 9 năm 1965), cũng tử trận trong chiến tranh Việt Nam.  Hai cha con đều được an táng tại nghĩa trang Blue Hill ở Braintree, Massachusetts.
Ông và vợ Eunice Fitzgibbon Jackson có với nhau hai đứa con gái tên Trudy McDermott và Linda Compas (có con trai là cầu thủ bóng đá Mỹ Jonathan Compas). Họ có thêm một đứa con trai khác tên Robert "Bobby" Fitzgibbon về sau qua đời vào tháng 4 năm 2011.
Qua bà cố của Fitzgibbon, Mary Coston Fitzgibbon, Fitzgibbon còn là anh em họ thứ ba với nghệ sĩ người Nam Phi Jeremy Wafer.

## Phim tài liệu
Vào năm 1998–2000, ABC News và TLC đã đồng sản xuất bộ phim tài liệu dài tập mang tên Vietnam: The Soldiers' Story (Việt Nam: Câu chuyện của những người lính). Tập phim kết thúc có tựa đề "Stories from the Wall" (Những câu chuyện từ bức tường) chính thức phát sóng vào ngày 29 tháng 5 năm 2000, một năm sau khi tên của Fitzgibbon được thêm vào Đài tưởng niệm Việt Nam. Tập phim bao gồm một phân đoạn kể về hai cha con nhà này.